# Lepidagathis fimbriata
Lepidagathis fimbriata är en akantusväxtart som beskrevs av C. B. Cl.. Lepidagathis fimbriata ingår i släktet Lepidagathis och familjen akantusväxter. Inga underarter finns listade i Catalogue of Life.